# Interlands Lets voetbalelftal 2000-2009
Deze pagina toont een chronologisch en gedetailleerd overzicht van de interlands die het Lets voetbalelftal speelde in de periode 2000 – 2009.

## Interlands

### 2000
|                                                       |         |                                       |          |                                                                                     |
| 2 februari Vriendschappelijk № 182 «onderlinge duels» | Letland | 0 – 2                                 | Roemenië | Pafiako Stadion, Paphos Toeschouwers: 300 Scheidsrechter: Mihalis Karaiskakis (GRE) |
| 2 februari Vriendschappelijk № 182 «onderlinge duels» |         | 18' Laurenţiu Roşu 69' Marius Niculae |          | Pafiako Stadion, Paphos Toeschouwers: 300 Scheidsrechter: Mihalis Karaiskakis (GRE) |

|                                                    |                      |       |                                                   |                                                                                        |
| 4 februari Officieus duel № 183 «onderlinge duels» | Letland              | 1 – 3 | Slowakije                                         | Pafiako Stadion, Paphos Toeschouwers: 100 Scheidsrechter: Anastasios Papaioannou (CYP) |
| 4 februari Officieus duel № 183 «onderlinge duels» | Andrejs Stolcers 85' |       | 30' Karol Kisel 48' Marek Mintál 52' Peter Babnič | Pafiako Stadion, Paphos Toeschouwers: 100 Scheidsrechter: Anastasios Papaioannou (CYP) |

|                                                       |                                       |       |                 |                                                                                                |
| 6 februari Vriendschappelijk № 184 «onderlinge duels» | Litouwen                              | 2 – 1 | Letland         | Neo Gymnastikos Syllogos Zenon, Larnaca Toeschouwers: 200 Scheidsrechter: Panikos Kailis (CYP) |
| 6 februari Vriendschappelijk № 184 «onderlinge duels» | Valdas Trakys 54' Arturas Fomenka 89' |       | 4' Ēriks Pelcis | Neo Gymnastikos Syllogos Zenon, Larnaca Toeschouwers: 200 Scheidsrechter: Panikos Kailis (CYP) |

|                                                     |                                             |       |                  | |
| 26 april Vriendschappelijk № 185 «onderlinge duels» | Litouwen                                    | 2 – 1 | Letland          | S. Dariaus- en S. Girėnostadion, Kaunas Toeschouwers: 3.000 Scheidsrechter: Kazimir Znaydzinski (BLR) |
| 26 april Vriendschappelijk № 185 «onderlinge duels» | Vidas Dančenka 64' Darius Maciulevičius 87' |       | 12' Ēriks Pelcis | S. Dariaus- en S. Girėnostadion, Kaunas Toeschouwers: 3.000 Scheidsrechter: Kazimir Znaydzinski (BLR) |

|                                                   |                  |       |         |                                                                            |
| 3 juni Vriendschappelijk № 186 «onderlinge duels» | Letland          | 1 – 0 | Finland | Skonto Stadion, Riga Toeschouwers: 3.000 Scheidsrechter: Oleg Chykun (BLR) |
| 3 juni Vriendschappelijk № 186 «onderlinge duels» | Ēriks Pelcis 59' |       |         | Skonto Stadion, Riga Toeschouwers: 3.000 Scheidsrechter: Oleg Chykun (BLR) |

|                                                        |         |                    |             |                                                                               |
| 16 augustus Vriendschappelijk № 187 «onderlinge duels» | Letland | 0 – 1              | Wit-Rusland | Skonto Stadion, Riga Toeschouwers: 4.500 Scheidsrechter: Oleg Timofejev (EST) |
| 16 augustus Vriendschappelijk № 187 «onderlinge duels» |         | 50' Roman Vasilyuk |             | Skonto Stadion, Riga Toeschouwers: 4.500 Scheidsrechter: Oleg Timofejev (EST) |

|                                                      |         |                 |           |                                                                                   |
| 2 september WK-kwalificatie № 188 «onderlinge duels» | Letland | 0 – 1           | Schotland | Skonto Stadion, Riga Toeschouwers: 9.200 Scheidsrechter: Andreas Schluchter (SUI) |
| 2 september WK-kwalificatie № 188 «onderlinge duels» |         | 89' Neil McCann |           | Skonto Stadion, Riga Toeschouwers: 9.200 Scheidsrechter: Andreas Schluchter (SUI) |

|                                                    |         |                                                                     |        |                                                                              |
| 7 oktober WK-kwalificatie № 189 «onderlinge duels» | Letland | 0 – 4                                                               | België | Skonto Stadion, Riga Toeschouwers: 7.311 Scheidsrechter: Leslie Irvine (NIR) |
| 7 oktober WK-kwalificatie № 189 «onderlinge duels» |         | 5' Marc Wilmots 13' Bob Peeters 82' Jurgen Cavens 90' Gert Verheyen |        | Skonto Stadion, Riga Toeschouwers: 7.311 Scheidsrechter: Leslie Irvine (NIR) |

|                                                                |            |                          |         |                                                                                   |
| 15 november WK-kwalificatie № 190 «onderlinge duels» 20:30 uur | San Marino | 0 – 1                    | Letland | Stadio Olimpico, Serravalle Toeschouwers: 517 Scheidsrechter: Darko Čeferin (SLO) |
| 15 november WK-kwalificatie № 190 «onderlinge duels» 20:30 uur |            | 9' Aleksandrs Jelisejevs |         | Stadio Olimpico, Serravalle Toeschouwers: 517 Scheidsrechter: Darko Čeferin (SLO) |

### 2001
|                                                        |               |                                             |         |                                                                              |
| 28 februari Vriendschappelijk № 191 «onderlinge duels» | Liechtenstein | 0 – 2                                       | Letland | Rheinpark Stadion, Vaduz Toeschouwers: 700 Scheidsrechter: Markus Nobs (SUI) |
| 28 februari Vriendschappelijk № 191 «onderlinge duels» |               | 63' Mihails Miholaps 66' Māris Verpakovskis |         | Rheinpark Stadion, Vaduz Toeschouwers: 700 Scheidsrechter: Markus Nobs (SUI) |

|                                                   |                                                                         |       |                      |                                                                                          |
| 24 maart WK-kwalificatie № 192 «onderlinge duels» | Kroatië                                                                 | 4 – 1 | Letland              | Stadion Gradski Vrt, Osijek Toeschouwers: 13.345 Scheidsrechter: Martin Ingvarsson (SWE) |
| 24 maart WK-kwalificatie № 192 «onderlinge duels» | Boško Balaban 8' Boško Balaban 43' Boško Balaban 45' Davor Vugrinec 89' |       | 60' Andrejs Štolcers | Stadion Gradski Vrt, Osijek Toeschouwers: 13.345 Scheidsrechter: Martin Ingvarsson (SWE) |

|                                                             |                  |       |                   |                                                                                 |
| 25 april WK-kwalificatie № 193 «onderlinge duels» 18:30 uur | Letland          | 1 – 1 | San Marino        | Skonto Stadion, Riga Toeschouwers: 4.000 Scheidsrechter: Karen Nalbandyan (ARM) |
| 25 april WK-kwalificatie № 193 «onderlinge duels» 18:30 uur | Marian Pahars 1' |       | 59' Nicola Albani | Skonto Stadion, Riga Toeschouwers: 4.000 Scheidsrechter: Karen Nalbandyan (ARM) |

|                                                 |                                                   |       |                    |                                                                                           |
| 2 juni WK-kwalificatie № 194 «onderlinge duels» | België                                            | 3 – 1 | Letland            | Koning Boudewijnstadion, Brussels Toeschouwers: 30.00 Scheidsrechter: Ivan Dobrinov (BUL) |
| 2 juni WK-kwalificatie № 194 «onderlinge duels» | Marc Wilmots 1' Émile Mpenza 11' Marc Wilmots 50' |       | 52' Marians Pahars | Koning Boudewijnstadion, Brussels Toeschouwers: 30.00 Scheidsrechter: Ivan Dobrinov (BUL) |

|                                                 |         |                   |         |                                                                               |
| 6 juni WK-kwalificatie № 195 «onderlinge duels» | Letland | 0 – 1             | Kroatië | Skonto Stadion, Riga Toeschouwers: 4.000 Scheidsrechter: John McDermott (IRL) |
| 6 juni WK-kwalificatie № 195 «onderlinge duels» |         | 39' Boško Balaban |         | Skonto Stadion, Riga Toeschouwers: 4.000 Scheidsrechter: John McDermott (IRL) |

|                                                      |                                                                     |       |                     |                                                                                 |
| 3 juli Baltic Cup № 196 «onderlinge duels» 18:30 uur | Letland                                                             | 3 – 1 | Estland             | Daugava Stadion, Riga Toeschouwers: 3.500 Scheidsrechter: Darius Miezelis (LTU) |
| 3 juli Baltic Cup № 196 «onderlinge duels» 18:30 uur | Māris Verpakovskis 41' Marian Pahars 50' Vladimirs Koļesņičenko 90' |       | 47' Indrek Zelinski | Daugava Stadion, Riga Toeschouwers: 3.500 Scheidsrechter: Darius Miezelis (LTU) |

|                                            |                                                                                           |       |                    |                                                                            |
| 5 juli Baltic Cup № 197 «onderlinge duels» | Letland                                                                                   | 4 – 1 | Litouwen           | Skonto Stadion, Riga Toeschouwers: 4.000 Scheidsrechter: Sten Kaldma (EST) |
| 5 juli Baltic Cup № 197 «onderlinge duels» | Andrejs Rubins 45' Marians Pahars 52' Oļegs Blagonadeždins 84' Vladimirs Koļesņičenko 89' |       | 12' Nerijus Barasa | Skonto Stadion, Riga Toeschouwers: 4.000 Scheidsrechter: Sten Kaldma (EST) |

|                                                        |         |                            |          |                                                                                |
| 15 augustus Vriendschappelijk № 198 «onderlinge duels» | Letland | 0 – 1                      | Oekraïne | Skonto Stadion, Riga Toeschouwers: 7.500 Scheidsrechter: Vladimír Hriňák (SVK) |
| 15 augustus Vriendschappelijk № 198 «onderlinge duels» |         | 20' Oleksandr Melashchenko |          | Skonto Stadion, Riga Toeschouwers: 7.500 Scheidsrechter: Vladimír Hriňák (SVK) |

|                                                    |                                    |       |                    |                                                                              |
| 6 oktober WK-kwalificatie № 198 «onderlinge duels» | Schotland                          | 2 – 1 | Letland            | Hampden Park, Glasgow Toeschouwers: 23.228 Scheidsrechter: Terje Hauge (NOR) |
| 6 oktober WK-kwalificatie № 198 «onderlinge duels» | Dougie Freedman 44' David Weir 54' |       | 21' Andrejs Rubins | Hampden Park, Glasgow Toeschouwers: 23.228 Scheidsrechter: Terje Hauge (NOR) |

|                                                        |                        |       |                                                              |                                                                            |
| 14 november Vriendschappelijk № 200 «onderlinge duels» | Letland                | 1 – 3 | Rusland                                                      | Skonto Stadion, Rīga Toeschouwers: 7.000 Scheidsrechter: Sten Kaldma (EST) |
| 14 november Vriendschappelijk № 200 «onderlinge duels» | Vitālijs Astafjevs 89' |       | 8' Dmitri Chochlov 48' Dmitri Alenitsjev 81' Aleksandr Panov | Skonto Stadion, Rīga Toeschouwers: 7.000 Scheidsrechter: Sten Kaldma (EST) |

### 2002
|                                                     |           |                                                             |         |                                                                                       |
| 27 maart Vriendschappelijk № 201 «onderlinge duels» | Luxemburg | 0 – 3                                                       | Letland | Stade Josy Barthel, Luxemburg Toeschouwers: 1.300 Scheidsrechter: Wolfgang Sowa (AUT) |
| 27 maart Vriendschappelijk № 201 «onderlinge duels» |           | 22' Andrejs Rubins 59' Juris Laizans 72' Māris Verpakovskis |         | Stade Josy Barthel, Luxemburg Toeschouwers: 1.300 Scheidsrechter: Wolfgang Sowa (AUT) |

|                                                     |                                                    |       |                       |                                                                                          |
| 17 april Vriendschappelijk № 202 «onderlinge duels» | Letland                                            | 2 – 1 | Kazachstan            | Pilsetas Stadion, Ventspils Toeschouwers: 2.000 Scheidsrechter: Paulyus Maljinskas (LTU) |
| 17 april Vriendschappelijk № 202 «onderlinge duels» | Mihails Zemlinskis 75' (pen.) Andrejs Stolcers 89' |       | 45' Maxim Schevchenko | Pilsetas Stadion, Ventspils Toeschouwers: 2.000 Scheidsrechter: Paulyus Maljinskas (LTU) |

|                                                   |                                    |       |                   |                                                                                     |
| 22 mei Vriendschappelijk № 203 «onderlinge duels» | Finland                            | 2 – 1 | Letland           | Olympiastadion, Helsinki Toeschouwers: 8.617 Scheidsrechter: Kristin Jacobsen (ISL) |
| 22 mei Vriendschappelijk № 203 «onderlinge duels» | Aki Riihilahti 70' Shefki Kuqi 83' |       | 39' Marian Pahars | Olympiastadion, Helsinki Toeschouwers: 8.617 Scheidsrechter: Kristin Jacobsen (ISL) |

|                                                   |         |       |              |                                                                                |
| 6 juli Vriendschappelijk № 204 «onderlinge duels» | Letland | 0 – 0 | Azerbeidzjan | Skonto Stadion, Riga Toeschouwers: 2.000 Scheidsrechter: Darius Mieželis (LTU) |
| 6 juli Vriendschappelijk № 204 «onderlinge duels» |         |       |              | Skonto Stadion, Riga Toeschouwers: 2.000 Scheidsrechter: Darius Mieželis (LTU) |

|                                                        |                                          |       |                                                                                         |                                                                              |
| 21 augustus Vriendschappelijk № 205 «onderlinge duels» | Letland                                  | 2 – 4 | Wit-Rusland                                                                             | Skonto Stadion, Riga Toeschouwers: 4.200 Scheidsrechter: Hannes Kaasik (EST) |
| 21 augustus Vriendschappelijk № 205 «onderlinge duels» | Māris Verpakovskis 17' Juris Laizāns 26' |       | 16' Vital Kutuzaw 30' Alyaksandr Kulchy 64' Maksim Ramashchanka 86' Maksim Ramashchanka | Skonto Stadion, Riga Toeschouwers: 4.200 Scheidsrechter: Hannes Kaasik (EST) |

|                                                      |         |       |        |                                                                                   |
| 7 september EK-kwalificatie № 206 «onderlinge duels» | Letland | 0 – 0 | Zweden | Skonto Stadion, Riga Toeschouwers: 8.500 Scheidsrechter: Frank De Bleeckere (BEL) |
| 7 september EK-kwalificatie № 206 «onderlinge duels» |         |       |        | Skonto Stadion, Riga Toeschouwers: 8.500 Scheidsrechter: Frank De Bleeckere (BEL) |

|                                                               |       |                   |         |                                                                                               |
| 12 oktober EK-kwalificatie № 207 «onderlinge duels» 19:00 uur | Polen | 0 – 1             | Letland | Stadion Wojska Polskiego, Warschau Toeschouwers: 12.000 Scheidsrechter: Massimo Busacca (SUI) |
| 12 oktober EK-kwalificatie № 207 «onderlinge duels» 19:00 uur |       | 30' Juris Laizāns |         | Stadion Wojska Polskiego, Warschau Toeschouwers: 12.000 Scheidsrechter: Massimo Busacca (SUI) |

|                                                                |            |                            |         |                                                                                  |
| 20 november EK-kwalificatie № 208 «onderlinge duels» 20:00 uur | San Marino | 0 – 1                      | Letland | Stadio Olimpico, Serravalle Toeschouwers: 600 Scheidsrechter: Asim Khudiev (AZE) |
| 20 november EK-kwalificatie № 208 «onderlinge duels» 20:00 uur |            | 89' (e.d.) Carlo Valentini |         | Stadio Olimpico, Serravalle Toeschouwers: 600 Scheidsrechter: Asim Khudiev (AZE) |

### 2003
|                                                                  |                                         |       |                                 |                                                                                     |
| 12 februari Vriendschappelijk № 209 «onderlinge duels» 16:00 uur | Letland                                 | 2 – 1 | Litouwen                        | Futbol Sahalarimiz, Antalya Toeschouwers: 700 Scheidsrechter: Ladislav Gádoši (SVK) |
| 12 februari Vriendschappelijk № 209 «onderlinge duels» 16:00 uur | Andrejs Rubins 28' Mihails Miholaps 58' |       | 32' (e.d.) Oļegs Blagonadeždins | Futbol Sahalarimiz, Antalya Toeschouwers: 700 Scheidsrechter: Ladislav Gádoši (SVK) |

|                                                              |                                |       |         |                                                                                        |
| 2 april Vriendschappelijk № 210 «onderlinge duels» 19:00 uur | Oekraïne                       | 1 – 0 | Letland | Valeri Lobanovsky Stadion, Kiev Toeschouwers: 3.700 Scheidsrechter: Ľuboš Micheľ (SVK) |
| 2 april Vriendschappelijk № 210 «onderlinge duels» 19:00 uur | Maksim Kalinichenko 83' (pen.) |       |         | Valeri Lobanovsky Stadion, Kiev Toeschouwers: 3.700 Scheidsrechter: Ľuboš Micheľ (SVK) |

|                                                             |                                                                    |       |            |                                                                             |
| 30 april EK-kwalificatie № 211 «onderlinge duels» 18:00 uur | Letland                                                            | 3 – 0 | San Marino | Skonto Stadion, Riga Toeschouwers: 7.500 Scheidsrechter: Hubert Byrne (IRL) |
| 30 april EK-kwalificatie № 211 «onderlinge duels» 18:00 uur | Andrejs Prohorenkovs 10' Imants Bleidelis 21' Imants Bleidelis 75' |       |            | Skonto Stadion, Riga Toeschouwers: 7.500 Scheidsrechter: Hubert Byrne (IRL) |

|                                                 |                                                   |       |                        |                                                                                        |
| 7 juni EK-kwalificatie № 212 «onderlinge duels» | Hongarije                                         | 3 – 1 | Letland                | Ferenc Puskás Stadion, Boedapest Toeschouwers: 3.500 Scheidsrechter: Markus Merk (GER) |
| 7 juni EK-kwalificatie № 212 «onderlinge duels» | Imre Szabics 51' Imre Szabics 59' Zoltán Gera 86' |       | 38' Māris Verpakovskis | Ferenc Puskás Stadion, Boedapest Toeschouwers: 3.500 Scheidsrechter: Markus Merk (GER) |

|                                            |                                      |       |                       |                                                                                     |
| 4 juli Baltic Cup № 213 «onderlinge duels» | Letland                              | 2 – 1 | Litouwen              | Linnastaadion Valga, Valga Toeschouwers: 400 Scheidsrechter: Peter Fröjdfeldt (SWE) |
| 4 juli Baltic Cup № 213 «onderlinge duels» | Juris Laizāns 28' Andrejs Rubins 32' |       | 73' Tomas Tamošauskas | Linnastaadion Valga, Valga Toeschouwers: 400 Scheidsrechter: Peter Fröjdfeldt (SWE) |

|                                                      |         |       |         |                                                                                      |
| 5 juli Baltic Cup № 214 «onderlinge duels» 20:30 uur | Estland | 0 – 0 | Letland | A. Le Coq Arena, Tallinn Toeschouwers: 1.000 Scheidsrechter: Martin Ingvarsson (SWE) |
| 5 juli Baltic Cup № 214 «onderlinge duels» 20:30 uur |         |       |         | A. Le Coq Arena, Tallinn Toeschouwers: 1.000 Scheidsrechter: Martin Ingvarsson (SWE) |

|                                                        |         |                                                             |             |                                                                               |
| 20 augustus Vriendschappelijk № 215 «onderlinge duels» | Letland | 0 – 3                                                       | Oezbekistan | Skonto Stadion, Riga Toeschouwers: 4.000 Scheidsrechter: Andriy Shandor (UKR) |
| 20 augustus Vriendschappelijk № 215 «onderlinge duels» |         | 41' Andrey Akopyants 80' Anvar Soliev 86' Alexandr Geynrikh |             | Skonto Stadion, Riga Toeschouwers: 4.000 Scheidsrechter: Andriy Shandor (UKR) |

|                                                                |         |                                         |       |                                                                               |
| 6 september EK-kwalificatie № 216 «onderlinge duels» 19:30 uur | Letland | 0 – 2                                   | Polen | Skonto Stadion, Riga Toeschouwers: 8.000 Scheidsrechter: Kyros Vassaras (GRE) |
| 6 september EK-kwalificatie № 216 «onderlinge duels» 19:30 uur |         | 36' Mirosław Szymkowiak 38' Tomasz Kłos |       | Skonto Stadion, Riga Toeschouwers: 8.000 Scheidsrechter: Kyros Vassaras (GRE) |

|                                                       |                                                                    |       |                       |                                                                                |
| 10 september EK-kwalificatie № 217 «onderlinge duels» | Letland                                                            | 3 – 1 | Hongarije             | Skonto Stadion, Riga Toeschouwers: 3.000 Scheidsrechter: Claus Bo Larsen (DEN) |
| 10 september EK-kwalificatie № 217 «onderlinge duels» | Māris Verpakovskis 38' Imants Bleidelis 42' Māris Verpakovskis 51' |       | 52' Krisztián Lisztes | Skonto Stadion, Riga Toeschouwers: 3.000 Scheidsrechter: Claus Bo Larsen (DEN) |

|                                                     |        |                        |         |                                                                                            |
| 11 oktober EK-kwalificatie № 218 «onderlinge duels» | Zweden | 0 – 1                  | Letland | Råsunda Fotbollstadion, Solna Toeschouwers: 32.095 Scheidsrechter: Massimo De Santis (ITA) |
| 11 oktober EK-kwalificatie № 218 «onderlinge duels» |        | 22' Māris Verpakovskis |         | Råsunda Fotbollstadion, Solna Toeschouwers: 32.095 Scheidsrechter: Massimo De Santis (ITA) |

|                                                                |                        |       |         |                                                                                 |
| 15 november EK-kwalificatie Play-offs № 219 «onderlinge duels» | Letland                | 1 – 0 | Turkije | Skonto Stadion, Riga Toeschouwers: 9.000 Scheidsrechter: Gilles Veissière (FRA) |
| 15 november EK-kwalificatie Play-offs № 219 «onderlinge duels» | Māris Verpakovskis 29' |       |         | Skonto Stadion, Riga Toeschouwers: 9.000 Scheidsrechter: Gilles Veissière (FRA) |

|                                                                |                                  |       |                                          |                                                                                     |
| 19 november EK-kwalificatie Play-offs № 220 «onderlinge duels» | Turkije                          | 2 – 2 | Letland                                  | BJK Inönüstadion, Istanboel Toeschouwers: 37.300 Scheidsrechter: Anders Frisk (SWE) |
| 19 november EK-kwalificatie Play-offs № 220 «onderlinge duels» | İlhan Mansız 20' Hakan Şükür 63' |       | 66' Juris Laizāns 78' Māris Verpakovskis | BJK Inönüstadion, Istanboel Toeschouwers: 37.300 Scheidsrechter: Anders Frisk (SWE) |

|                                                        |                                       |       |         |                                                                                  |
| 20 december Vriendschappelijk № 221 «onderlinge duels» | Koeweit                               | 2 – 0 | Letland | Pafiako Stadion, Paphos Toeschouwers: 150 Scheidsrechter: Kostas Kapitanis (CYP) |
| 20 december Vriendschappelijk № 221 «onderlinge duels» | Walid Ali Juma 7' Bashar Abdullah 69' |       |         | Pafiako Stadion, Paphos Toeschouwers: 150 Scheidsrechter: Kostas Kapitanis (CYP) |

### 2004
|                                                                  |                    |       |                                                       |                                                                                                   |
| 18 februari Vriendschappelijk № 222 «onderlinge duels» 14:00 uur | Kazachstan         | 1 – 3 | Letland                                               | Antonis Papadopoulos Stadion, Larnaca Toeschouwers: 151 Scheidsrechter: Kostas Konstantinou (CYP) |
| 18 februari Vriendschappelijk № 222 «onderlinge duels» 14:00 uur | Yuriy Aksyonov 23' |       | 40' Marian Pahars 45' Juris Laizāns 56' Juris Laizāns | Antonis Papadopoulos Stadion, Larnaca Toeschouwers: 151 Scheidsrechter: Kostas Konstantinou (CYP) |

|                                                                  |                                         |       |                     |                                                                                          |
| 19 februari Vriendschappelijk № 223 «onderlinge duels» 18:00 uur | Hongarije                               | 2 – 1 | Letland             | Tsirion Athletic Center, Limassol Toeschouwers: 162 Scheidsrechter: Panikos Kailis (CYP) |
| 19 februari Vriendschappelijk № 223 «onderlinge duels» 18:00 uur | Attila Tököli 82' Krisztián Kenesei 85' |       | 64' Igors Stepanovs | Tsirion Athletic Center, Limassol Toeschouwers: 162 Scheidsrechter: Panikos Kailis (CYP) |

|                                                                  |                               |       |                                                                                                   |                                                                              |
| 21 februari Vriendschappelijk № 224 «onderlinge duels» 13:00 uur | Letland                       | 1 – 4 | Wit-Rusland                                                                                       | GSZ-stadion, Larnaca Toeschouwers: 30 Scheidsrechter: Kostas Theodotou (CYP) |
| 21 februari Vriendschappelijk № 224 «onderlinge duels» 13:00 uur | Mihails Zemļinskis 37' (pen.) |       | 20' Vital Bulyga 67' Maksim Ramashchanka 86' (pen.) Maksim Ramashchanka 90+1' Maksim Ramashchanka | GSZ-stadion, Larnaca Toeschouwers: 30 Scheidsrechter: Kostas Theodotou (CYP) |

|                                                               |          |                        |         |                                                                                          |
| 31 maart Vriendschappelijk № 225 «onderlinge duels» 18:00 uur | Slovenië | 0 – 1                  | Letland | Športni Park Pod Golovcem, Celje Toeschouwers: 2.300 Scheidsrechter: Anton Stredák (SVK) |
| 31 maart Vriendschappelijk № 225 «onderlinge duels» 18:00 uur |          | 36' Māris Verpakovskis |         | Športni Park Pod Golovcem, Celje Toeschouwers: 2.300 Scheidsrechter: Anton Stredák (SVK) |

|                                                               |         |       |         |  |
| 28 april Vriendschappelijk № 226 «onderlinge duels» 19:00 uur | Letland | 0 – 0 | IJsland |  |
| 28 april Vriendschappelijk № 226 «onderlinge duels» 19:00 uur |         |       |         |  |

|                                                             |         |       |              |  |
| 6 juni Vriendschappelijk № 227 «onderlinge duels» 18:00 uur | Letland | 2 – 2 | Azerbeidzjan |  |
| 6 juni Vriendschappelijk № 227 «onderlinge duels» 18:00 uur |         |       |              |  |

| EK voetbal 2004 |
| --------------- |

|                                                              |          |       |         |  |
| 15 juni Euro 2004 Groep D № 228 «onderlinge duels» 18:00 uur | Tsjechië | 2 – 1 | Letland |  |
| 15 juni Euro 2004 Groep D № 228 «onderlinge duels» 18:00 uur |          |       |         |  |

|                                                              |           |       |         |                                                                               |
| 19 juni Euro 2004 Groep D № 229 «onderlinge duels» 18:00 uur | Duitsland | 0 – 0 | Letland | Estádio do Bessa, Porto Toeschouwers: 22.344 Scheidsrechter: Mike Riley (ENG) |
| 19 juni Euro 2004 Groep D № 229 «onderlinge duels» 18:00 uur |           |       |         | Estádio do Bessa, Porto Toeschouwers: 22.344 Scheidsrechter: Mike Riley (ENG) |

|                                                              |         |       |           |  |
| 23 juni Euro 2004 Groep D № 230 «onderlinge duels» 20:45 uur | Letland | 0 – 3 | Nederland |  |
| 23 juni Euro 2004 Groep D № 230 «onderlinge duels» 20:45 uur |         |       |           |  |

|  |  |  |  |  |  |  |  |  |

|                                                                  |         |                                    |       |                                                                                |
| 18 augustus Vriendschappelijk № 231 «onderlinge duels» 17:30 uur | Letland | 0 – 2                              | Wales | Skonto Stadion, Riga Toeschouwers: 6.500 Scheidsrechter: Valentin Ivanov (RUS) |
| 18 augustus Vriendschappelijk № 231 «onderlinge duels» 17:30 uur |         | 82' John Hartson 89' Craig Bellamy |       | Skonto Stadion, Riga Toeschouwers: 6.500 Scheidsrechter: Valentin Ivanov (RUS) |

|                                                                |         |                                         |          |                                                                            |
| 4 september WK-kwalificatie № 232 «onderlinge duels» 20:15 uur | Letland | 0 – 2                                   | Portugal | Skonto Stadion, Riga Toeschouwers: 9.500 Scheidsrechter: Graham Poll (ENG) |
| 4 september WK-kwalificatie № 232 «onderlinge duels» 20:15 uur |         | 58' Cristiano Ronaldo 59' Pedro Pauleta |          | Skonto Stadion, Riga Toeschouwers: 9.500 Scheidsrechter: Graham Poll (ENG) |

|                                                                |                                                         |       | |                                                                                           |
| 8 september WK-kwalificatie № 233 «onderlinge duels» 19:00 uur | Luxemburg                                               | 3 – 4 | Letland                                                                                               | Stade Josy Barthel, Luxemburg Toeschouwers: 2.125 Scheidsrechter: George Kasnaferis (GRE) |
| 8 september WK-kwalificatie № 233 «onderlinge duels» 19:00 uur | Gordon Braun 11' Alphonse Leweck 55' Manuel Cardoni 61' |       | 4' Māris Verpakovskis 39' (pen.) Mihails Zemlinskis 65' (e.d.) Eric Hoffmann 66' Andrejs Prohorenkovs | Stade Josy Barthel, Luxemburg Toeschouwers: 2.125 Scheidsrechter: George Kasnaferis (GRE) |

|                                                              |                                                                             |       |                       |                                                                                    |
| 9 oktober WK-kwalificatie № 234 «onderlinge duels» 17:30 uur | Slowakije                                                                   | 4 – 1 | Letland               | Tehelné pole, Bratislava Toeschouwers: 13.025 Scheidsrechter: Stefano Farina (ITA) |
| 9 oktober WK-kwalificatie № 234 «onderlinge duels» 17:30 uur | Szilárd Németh 47' Ľuboš Reiter 50' Miroslav Karhan 55' Miroslav Karhan 87' |       | 3' Māris Verpakovskis | Tehelné pole, Bratislava Toeschouwers: 13.025 Scheidsrechter: Stefano Farina (ITA) |

|                                                               |                                           |       |                                    |                                                                               |
| 13 oktober WK-kwalificatie № 235 «onderlinge duels» 17:00 uur | Letland                                   | 2 – 2 | Estland                            | Skonto stadions, Riga Toeschouwers: 8.500 Scheidsrechter: Florian Meyer (GER) |
| 13 oktober WK-kwalificatie № 235 «onderlinge duels» 17:00 uur | Vitalijs Astafjevs 65' Jurijs Laizans 82' |       | 72' Andres Oper 79' Ingemar Teever | Skonto stadions, Riga Toeschouwers: 8.500 Scheidsrechter: Florian Meyer (GER) |

|                                                                |               |       |         |  |
| 17 november WK-kwalificatie № 236 «onderlinge duels» 19:00 uur | Liechtenstein | 1 – 3 | Letland |  |
| 17 november WK-kwalificatie № 236 «onderlinge duels» 19:00 uur |               |       |         |  |

|                                                       |      |       |         |  |
| 1 december Vriendschappelijk № 237 «onderlinge duels» | Oman | 3 – 2 | Letland |  |
| 1 december Vriendschappelijk № 237 «onderlinge duels» |      |       |         |  |

|                                                       |                                |       |                                                           |                                                                                              |
| 3 december Vriendschappelijk № 238 «onderlinge duels» | Bahrein                        | 2 – 2 | Letland                                                   | Bahrain National Stadium, Riffa Toeschouwers: 5.000 Scheidsrechter: Abdullah Al-Hilali (OMA) |
| 3 december Vriendschappelijk № 238 «onderlinge duels» | Sayed Adnan 2' Hussein Ali 72' |       | 22' (pen.) Vladimirs Koļesņičenko 35' Artūrs Zakreševskis | Bahrain National Stadium, Riffa Toeschouwers: 5.000 Scheidsrechter: Abdullah Al-Hilali (OMA) |

### 2005
|                                                               |                                        |       |                               |                                                                            |
| 8 februari Cyprus Toernooi № 239 «onderlinge duels» 17:45 uur | Finland                                | 2 – 1 | Letland                       | GSP Stadion, Nicosia Toeschouwers: 50 Scheidsrechter: Panikos Kailis (CYP) |
| 8 februari Cyprus Toernooi № 239 «onderlinge duels» 17:45 uur | Jonatan Johansson 31' Keijo Huusko 72' |       | 63' (pen.) Mihails Zemlinskis | GSP Stadion, Nicosia Toeschouwers: 50 Scheidsrechter: Panikos Kailis (CYP) |

|                                                               |            |       |         |  |
| 9 februari Cyprus Toernooi № 240 «onderlinge duels» 17:45 uur | Oostenrijk | 1 – 1 | Letland |  |
| 9 februari Cyprus Toernooi № 240 «onderlinge duels» 17:45 uur |            |       |         |  |

|                                                             |                                                                                             |       |           |                                                                                 |
| 30 maart WK-kwalificatie № 241 «onderlinge duels» 19:00 uur | Letland                                                                                     | 4 – 0 | Luxemburg | Skonto Stadion, Riga Toeschouwers: 8.203 Scheidsrechter: Draženko Kovačić (CRO) |
| 30 maart WK-kwalificatie № 241 «onderlinge duels» 19:00 uur | Imants Bleidelis 33' Juris Laizāns 38' (pen.) Māris Verpakovskis 73' Māris Verpakovskis 90' |       |           | Skonto Stadion, Riga Toeschouwers: 8.203 Scheidsrechter: Draženko Kovačić (CRO) |

|                                                      |                                       |       |         |                                                                                                |
| 21 mei Baltic Cup № 242 «onderlinge duels» 16:00 uur | Litouwen                              | 2 – 0 | Letland | S. Dariaus- en S. Girėnostadion, Kaunas Toeschouwers: 3.000 Scheidsrechter: Jacek Granat (POL) |
| 21 mei Baltic Cup № 242 «onderlinge duels» 16:00 uur | Igoris Morinas 25' Igoris Morinas 81' |       |         | S. Dariaus- en S. Girėnostadion, Kaunas Toeschouwers: 3.000 Scheidsrechter: Jacek Granat (POL) |

|                                                           |                                               |       |         |                                                                                           |
| 4 juni WK-kwalificatie № 243 «onderlinge duels» 20:45 uur | Rusland                                       | 2 – 0 | Letland | Petrovsky Stadion, Sint Petersburg Toeschouwers: 21.575 Scheidsrechter: Éric Poulat (SVK) |
| 4 juni WK-kwalificatie № 243 «onderlinge duels» 20:45 uur | Andrej Arsjavin 57' Dmitriy Loskov 78' (pen.) |       |         | Petrovsky Stadion, Sint Petersburg Toeschouwers: 21.575 Scheidsrechter: Éric Poulat (SVK) |

|                                                           |                      |       |               |                                                                               |
| 8 juni WK-kwalificatie № 244 «onderlinge duels» 17:30 uur | Letland              | 1 – 0 | Liechtenstein | Skonto Stadion, Riga Toeschouwers: 8.000 Scheidsrechter: Jonas Eriksson (SWE) |
| 8 juni WK-kwalificatie № 244 «onderlinge duels» 17:30 uur | Imants Bleidelis 17' |       |               | Skonto Stadion, Riga Toeschouwers: 8.000 Scheidsrechter: Jonas Eriksson (SWE) |

|                                                                |                       |       |                     |                                                                            |
| 17 augustus WK-kwalificatie № 245 «onderlinge duels» 20:45 uur | Letland               | 1 – 1 | Rusland             | Skonto Stadion, Riga Toeschouwers: 9.700 Scheidsrechter: Graham Poll (ENG) |
| 17 augustus WK-kwalificatie № 245 «onderlinge duels» 20:45 uur | Vitālijs Astafjevs 6' |       | 24' Andrej Arsjavin | Skonto Stadion, Riga Toeschouwers: 9.700 Scheidsrechter: Graham Poll (ENG) |

|                                                                |                                    |       |                   |                                                                                    |
| 3 september WK-kwalificatie № 246 «onderlinge duels» 17:00 uur | Estland                            | 2 – 1 | Letland           | A. Le Coq Arena, Tallinn Toeschouwers: 8.970 Scheidsrechter: Alberto Undiano (ESP) |
| 3 september WK-kwalificatie № 246 «onderlinge duels» 17:00 uur | Andres Oper 11' Maksim Smirnov 70' |       | 90' Juris Laizāns | A. Le Coq Arena, Tallinn Toeschouwers: 8.970 Scheidsrechter: Alberto Undiano (ESP) |

|                                                                |                   |       |                   |                                                                               |
| 7 september WK-kwalificatie № 247 «onderlinge duels» 18:00 uur | Letland           | 1 – 1 | Slowakije         | Skonto Stadion, Riga Toeschouwers: 28.000 Scheidsrechter: Konrad Plautz (AUT) |
| 7 september WK-kwalificatie № 247 «onderlinge duels» 18:00 uur | Juris Laizāns 74' |       | 36' Róbert Vittek | Skonto Stadion, Riga Toeschouwers: 28.000 Scheidsrechter: Konrad Plautz (AUT) |

|                                                      |       |       |         |  |
| 8 oktober Vriendschappelijk № 248 «onderlinge duels» | Japan | 2 – 2 | Letland |  |
| 8 oktober Vriendschappelijk № 248 «onderlinge duels» |       |       |         |  |

|                                                     |                                                    |       |         |                                                                                      |
| 12 oktober WK-kwalificatie № 249 «onderlinge duels» | Portugal                                           | 3 – 0 | Letland | Estádio do Dragão, Porto Toeschouwers: 35.000 Scheidsrechter: Peter Fröjdfeldt (SWE) |
| 12 oktober WK-kwalificatie № 249 «onderlinge duels» | Pedro Pauleta 19' Pedro Pauleta 21' Hugo Viana 85' |       |         | Estádio do Dragão, Porto Toeschouwers: 35.000 Scheidsrechter: Peter Fröjdfeldt (SWE) |

|                                                                  |             |       |         |  |
| 12 november Vriendschappelijk № 250 «onderlinge duels» 15:00 uur | Wit-Rusland | 3 – 1 | Letland |  |
| 12 november Vriendschappelijk № 250 «onderlinge duels» 15:00 uur |             |       |         |  |

|                                                        |          |       |         |  |
| 24 december Vriendschappelijk № 251 «onderlinge duels» | Thailand | 1 – 1 | Letland |  |
| 24 december Vriendschappelijk № 251 «onderlinge duels» |          |       |         |  |

|                                                        |             |       |         |  |
| 26 december Vriendschappelijk № 252 «onderlinge duels» | Noord-Korea | 1 – 1 | Letland |  |
| 26 december Vriendschappelijk № 252 «onderlinge duels» |             |       |         |  |

|                                                        |      |       |         |  |
| 28 december Vriendschappelijk № 253 «onderlinge duels» | Oman | 1 – 2 | Letland |  |
| 28 december Vriendschappelijk № 253 «onderlinge duels» |      |       |         |  |

|                                                                  |             |       |         |  |
| 30 december Vriendschappelijk № 254 «onderlinge duels» 20:15 uur | Noord-Korea | 1 – 2 | Letland |  |
| 30 december Vriendschappelijk № 254 «onderlinge duels» 20:15 uur |             |       |         |  |

### 2006
|                                                             |                   |       |         |                                                                                           |
| 28 mei Vriendschappelijk № 255 «onderlinge duels» 20:00 uur | Verenigde Staten  | 1 – 0 | Letland | Rentschler Field, East Hartford Toeschouwers: 24.636 Scheidsrechter: Steven Depiero (CAN) |
| 28 mei Vriendschappelijk № 255 «onderlinge duels» 20:00 uur | Brian McBride 43' |       |         | Rentschler Field, East Hartford Toeschouwers: 24.636 Scheidsrechter: Steven Depiero (CAN) |

|                                                                  |                        |       |         |                                                                                        |
| 16 augustus Vriendschappelijk № 256 «onderlinge duels» 18:00 uur | Rusland                | 1 – 0 | Letland | Lokomotiv Stadion, Moskou Toeschouwers: 20.000 Scheidsrechter: Grzegorz Gilewski (POL) |
| 16 augustus Vriendschappelijk № 256 «onderlinge duels» 18:00 uur | Pavel Pogrebnjak 90+3' |       |         | Lokomotiv Stadion, Moskou Toeschouwers: 20.000 Scheidsrechter: Grzegorz Gilewski (POL) |

|                                                                |         |                   |        |                                                                              |
| 2 september EK-kwalificatie № 257 «onderlinge duels» 20:00 uur | Letland | 0 – 1             | Zweden | Skonto Stadion, Riga Toeschouwers: 7.000 Scheidsrechter: Darko Čeferin (SLO) |
| 2 september EK-kwalificatie № 257 «onderlinge duels» 20:00 uur |         | 37' Kim Källström |        | Skonto Stadion, Riga Toeschouwers: 7.000 Scheidsrechter: Darko Čeferin (SLO) |

|                                                                  |           |       |         |                                                                                            |
| 6 september Vriendschappelijk № 258 «onderlinge duels» 20:00 uur | Luxemburg | 0 – 0 | Letland | Stade Alphonse Theis, Hesperange Toeschouwers: 1.755 Scheidsrechter: Emil Bozinovski (MKD) |
| 6 september Vriendschappelijk № 258 «onderlinge duels» 20:00 uur |           |       |         | Stade Alphonse Theis, Hesperange Toeschouwers: 1.755 Scheidsrechter: Emil Bozinovski (MKD) |

|                                                              |                                                                                         |       |         |                                                                           |
| 7 oktober EK-kwalificatie № 259 «onderlinge duels» 20:00 uur | Letland                                                                                 | 4 – 0 | IJsland | Skonto Stadion, Riga Toeschouwers: 6.800 Scheidsrechter: Alan Kelly (IRL) |
| 7 oktober EK-kwalificatie № 259 «onderlinge duels» 20:00 uur | Ģirts Karlsons 17' Māris Verpakovskis 18' Māris Verpakovskis 28' Aleksejs Višņakovs 54' |       |         | Skonto Stadion, Riga Toeschouwers: 6.800 Scheidsrechter: Alan Kelly (IRL) |

|                                                               |                 |       |         |                                                                                   |
| 11 oktober EK-kwalificatie № 260 «onderlinge duels» 20:00 uur | Noord-Ierland   | 1 – 0 | Letland | Windsor Park, Belfast Toeschouwers: 14.500 Scheidsrechter: Helmut Fleischer (GER) |
| 11 oktober EK-kwalificatie № 260 «onderlinge duels» 20:00 uur | David Healy 35' |       |         | Windsor Park, Belfast Toeschouwers: 14.500 Scheidsrechter: Helmut Fleischer (GER) |

### 2007
|                                                       |                                            |       |         | |
| 6 februari Vriendschappelijk № 261 «onderlinge duels» | Bulgarije                                  | 2 – 0 | Letland | Gymnastikos Syllogos Zenon Stadion, Larnaca Toeschouwers: 400 Scheidsrechter: Panikos Andronikou (CYP) |
| 6 februari Vriendschappelijk № 261 «onderlinge duels» | Pāvels Surņins 18' (e.d.) Hristo Yovov 33' |       |         | Gymnastikos Syllogos Zenon Stadion, Larnaca Toeschouwers: 400 Scheidsrechter: Panikos Andronikou (CYP) |

|                                                       |                                     |       |         |                                                                                          |
| 7 februari Vriendschappelijk № 262 «onderlinge duels» | Hongarije                           | 2 – 0 | Letland | Tsirion Athletic Center, Limassol Toeschouwers: 120 Scheidsrechter: Panikos Kailis (CYP) |
| 7 februari Vriendschappelijk № 262 «onderlinge duels» | Tamás Priskin 32' Tamás Priskin 52' |       |         | Tsirion Athletic Center, Limassol Toeschouwers: 120 Scheidsrechter: Panikos Kailis (CYP) |

|                                                   |                 |       |         |                                                                                   |
| 28 maart EK-kwalificatie № 263 «onderlinge duels» | Liechtenstein   | 1 – 0 | Letland | Rheinpark Stadion, Vaduz Toeschouwers: 1.680 Scheidsrechter: Serge Gumienny (BEL) |
| 28 maart EK-kwalificatie № 263 «onderlinge duels» | Mario Frick 17' |       |         | Rheinpark Stadion, Vaduz Toeschouwers: 1.680 Scheidsrechter: Serge Gumienny (BEL) |

|                                                 |         |                                                   |        |                                                                              |
| 2 juni EK-kwalificatie № 264 «onderlinge duels» | Letland | 0 – 2                                             | Spanje | Skonto Stadion, Riga Toeschouwers: 8.000 Scheidsrechter: Craig Thomson (SCO) |
| 2 juni EK-kwalificatie № 264 «onderlinge duels» |         | 45' (e.d.) Artūrs Zakreševskis 60' Andrés Iniesta |        | Skonto Stadion, Riga Toeschouwers: 8.000 Scheidsrechter: Craig Thomson (SCO) |

|                                                 |         |                                           |            |                                                                                 |
| 6 juni EK-kwalificatie № 265 «onderlinge duels» | Letland | 0 – 2                                     | Denemarken | Skonto Stadion, Riga Toeschouwers: 3.900 Scheidsrechter: Matteo Trefoloni (ITA) |
| 6 juni EK-kwalificatie № 265 «onderlinge duels» |         | 15' Dennis Rommedahl 17' Dennis Rommedahl |            | Skonto Stadion, Riga Toeschouwers: 3.900 Scheidsrechter: Matteo Trefoloni (ITA) |

|                                                                  |                        |       |                                       |                                                                               |
| 22 augustus Vriendschappelijk № 266 «onderlinge duels» 18:45 uur | Letland                | 1 – 2 | Moldavië                              | Skonto Stadion, Riga Toeschouwers: 4.500 Scheidsrechter: Andriy Shandor (UKR) |
| 22 augustus Vriendschappelijk № 266 «onderlinge duels» 18:45 uur | Vitalijs Astafjevs 31' |       | 23' Viorel Frunză 53' Vitalie Bordian | Skonto Stadion, Riga Toeschouwers: 4.500 Scheidsrechter: Andriy Shandor (UKR) |

|                                                                |                        |       |               |                                                                              |
| 8 september EK-kwalificatie № 267 «onderlinge duels» 17:15 uur | Letland                | 1 – 0 | Noord-Ierland | Skonto Stadion, Riga Toeschouwers: 7.500 Scheidsrechter: Pedro Proença (POR) |
| 8 september EK-kwalificatie № 267 «onderlinge duels» 17:15 uur | Chris Baird 56' (e.d.) |       |               | Skonto Stadion, Riga Toeschouwers: 7.500 Scheidsrechter: Pedro Proença (POR) |

|                                                       |                                        |       |         |                                                                                       |
| 12 september EK-kwalificatie № 268 «onderlinge duels» | Spanje                                 | 2 – 0 | Letland | Estadio Carlos Tartiere, Oviedo Toeschouwers: 22.560 Scheidsrechter: Alon Yefet (ISR) |
| 12 september EK-kwalificatie № 268 «onderlinge duels» | Xavi Hernández 13' Fernando Torres 85' |       |         | Estadio Carlos Tartiere, Oviedo Toeschouwers: 22.560 Scheidsrechter: Alon Yefet (ISR) |

|                                                     |                                          |       |                                                                                  |                                                                                 |
| 13 oktober EK-kwalificatie № 269 «onderlinge duels» | IJsland                                  | 2 – 4 | Letland                                                                          | Laugardalsvöllur, Reykjavík Toeschouwers: 5.865 Scheidsrechter: Mike Dean (ENG) |
| 13 oktober EK-kwalificatie № 269 «onderlinge duels» | Eiður Guðjohnsen 4' Eiður Guðjohnsen 53' |       | 27' Oskars Kļava 31' Juris Laizāns 37' Māris Verpakovskis 46' Māris Verpakovskis | Laugardalsvöllur, Reykjavík Toeschouwers: 5.865 Scheidsrechter: Mike Dean (ENG) |

|                                                     |                                                                    |       |                    |                                                                            |
| 17 oktober EK-kwalificatie № 270 «onderlinge duels» | Denemarken                                                         | 3 – 1 | Letland            | Parken, Kopenhagen Toeschouwers: 19.004 Scheidsrechter: Cüneyt Çakır (TUR) |
| 17 oktober EK-kwalificatie № 270 «onderlinge duels» | Jon Dahl Tomasson 7' (pen.) Ulrik Laursen 27' Dennis Rommedahl 90' |       | 80' Kaspars Gorkšs | Parken, Kopenhagen Toeschouwers: 19.004 Scheidsrechter: Cüneyt Çakır (TUR) |

|                                                      |                                                                                    |       |                            |                                                                                  |
| 17 november EK-kwalificatie № 271 «onderlinge duels» | Letland                                                                            | 4 – 1 | Liechtenstein              | Skonto Stadion, Riga Toeschouwers: 4.800 Scheidsrechter: Svein Oddvar Moen (NOR) |
| 17 november EK-kwalificatie № 271 «onderlinge duels» | Ģirts Karlsons 14' Māris Verpakovskis 30' Juris Laizāns 63' Aleksejs Višņakovs 87' |       | 13' (e.d.) Dzintars Zirnis | Skonto Stadion, Riga Toeschouwers: 4.800 Scheidsrechter: Svein Oddvar Moen (NOR) |

|                                                      |                                     |       |                   |                                                                                         |
| 21 november EK-kwalificatie № 272 «onderlinge duels» | Zweden                              | 2 – 1 | Letland           | Råsunda Fotbollstadion, Solna Toeschouwers: 26.128 Scheidsrechter: Wolfgang Stark (GER) |
| 21 november EK-kwalificatie № 272 «onderlinge duels» | Marcus Allbäck 1' Kim Källström 57' |       | 26' Juris Laizāns | Råsunda Fotbollstadion, Solna Toeschouwers: 26.128 Scheidsrechter: Wolfgang Stark (GER) |

### 2008
|                                                                 |                   |       |                                                              |                                                                                            |
| 6 februari Vriendschappelijk № 273 «onderlinge duels» 15:00 uur | Georgië           | 1 – 3 | Letland                                                      | Boris Paitsjadzestadion, Tbilisi Toeschouwers: 6.000 Scheidsrechter: Siarhei Shmolik (BLR) |
| 6 februari Vriendschappelijk № 273 «onderlinge duels» 15:00 uur | Kacha Kaladze 46' |       | 7' Ģirts Karlsons 16' Igors Stepanovs 34' Vitalijs Astafjevs | Boris Paitsjadzestadion, Tbilisi Toeschouwers: 6.000 Scheidsrechter: Siarhei Shmolik (BLR) |

|                                                               |         |                                                             |         | |
| 26 maart Vriendschappelijk № 274 «onderlinge duels» 20:00 uur | Andorra | 0 – 3                                                       | Letland | Estadi Comunal d'Aixovall, Andorra la Vella Toeschouwers: 500 Scheidsrechter: Antonio Rubinos (ESP) |
| 26 maart Vriendschappelijk № 274 «onderlinge duels» 20:00 uur |         | 10' Deniss Ivanovs 24' Andrejs Perepļotkins 41' Vīts Rimkus |         | Estadi Comunal d'Aixovall, Andorra la Vella Toeschouwers: 500 Scheidsrechter: Antonio Rubinos (ESP) |

|                                                      |                          |       |         |                                                                              |
| 30 mei Baltic Cup № 275 «onderlinge duels» 17:00 uur | Letland                  | 1 – 0 | Estland | Skonto stadions, Riga Toeschouwers: 4.500 Scheidsrechter: Audrius Zuta (LTU) |
| 30 mei Baltic Cup № 275 «onderlinge duels» 17:00 uur | Juris Laizāns 48' (pen.) |       |         | Skonto stadions, Riga Toeschouwers: 4.500 Scheidsrechter: Audrius Zuta (LTU) |

|                                                      |                                                     |       |                       |                                                                             |
| 1 juni Baltic Cup № 276 «onderlinge duels» 14:00 uur | Letland                                             | 2 – 1 | Litouwen              | Skonto stadions, Riga Toeschouwers: 3.300 Scheidsrechter: Sten Kaldma (EST) |
| 1 juni Baltic Cup № 276 «onderlinge duels» 14:00 uur | Andrejs Perepļotkins 56' Vidas Alunderis 77' (e.d.) |       | 81' Ričardas Beniušis | Skonto stadions, Riga Toeschouwers: 3.300 Scheidsrechter: Sten Kaldma (EST) |

|                                                                  |                         |       |         |                                                                                              |
| 20 augustus Vriendschappelijk № 277 «onderlinge duels» 19:45 uur | Roemenië                | 1 – 0 | Letland | Stadionul Tineretului, Urziceni Toeschouwers: 7.000 Scheidsrechter: Tom Henning Øvrebø (NOR) |
| 20 augustus Vriendschappelijk № 277 «onderlinge duels» 19:45 uur | Nicolae Dică 52' (pen.) |       |         | Stadionul Tineretului, Urziceni Toeschouwers: 7.000 Scheidsrechter: Tom Henning Øvrebø (NOR) |

|                                                                |                      |       |                                          |                                                                                   |
| 6 september WK-kwalificatie № 278 «onderlinge duels» 19:00 uur | Moldavië             | 1 – 2 | Letland                                  | Sheriff Stadion, Tiraspol Toeschouwers: 4.300 Scheidsrechter: Mark Courtney (NIR) |
| 6 september WK-kwalificatie № 278 «onderlinge duels» 19:00 uur | Serghei Alexseev 76' |       | 8' Ģirts Karlsons 22' Vitālijs Astafjevs | Sheriff Stadion, Tiraspol Toeschouwers: 4.300 Scheidsrechter: Mark Courtney (NIR) |

|                                                                 |         |                                 |             |                                                                              |
| 10 september WK-kwalificatie № 279 «onderlinge duels» 20:15 uur | Letland | 0 – 2                           | Griekenland | Skonto stadions, Riga Toeschouwers: 8.600 Scheidsrechter: Tony Chapron (FRA) |
| 10 september WK-kwalificatie № 279 «onderlinge duels» 20:15 uur |         | 10' Fanis Gekas 49' Fanis Gekas |             | Skonto stadions, Riga Toeschouwers: 8.600 Scheidsrechter: Tony Chapron (FRA) |

|                                                               |                                     |       |                    |                                                                                    |
| 11 oktober WK-kwalificatie № 280 «onderlinge duels» 16:45 uur | Zwitserland                         | 2 – 1 | Letland            | AFG Arena, Sankt Gallen Toeschouwers: 18.026 Scheidsrechter: Lucílio Batista (POR) |
| 11 oktober WK-kwalificatie № 280 «onderlinge duels» 16:45 uur | Alexander Frei 63' Blaise Nkufo 73' |       | 71' Deniss Ivanovs | AFG Arena, Sankt Gallen Toeschouwers: 18.026 Scheidsrechter: Lucílio Batista (POR) |

|                                                               |                            |       |                    |                                                                                 |
| 15 oktober WK-kwalificatie № 281 «onderlinge duels» 19:00 uur | Letland                    | 1 – 1 | Israël             | Skonto stadions, Riga Toeschouwers: 7.100 Scheidsrechter: Vladimír Hriňák (SVK) |
| 15 oktober WK-kwalificatie № 281 «onderlinge duels» 19:00 uur | Vladimirs Koļesņičenko 89' |       | 50' Yossi Benayoun | Skonto stadions, Riga Toeschouwers: 7.100 Scheidsrechter: Vladimír Hriňák (SVK) |

|                                                                  |                |       |                     |                                                                                   |
| 12 november Vriendschappelijk № 282 «onderlinge duels» 19:00 uur | Estland        | 1 – 1 | Letland             | A. Le Coq Arena, Tallinn Toeschouwers: 2.000 Scheidsrechter: Brage Sandmoen (NOR) |
| 12 november Vriendschappelijk № 282 «onderlinge duels» 19:00 uur | Tarmo Kink 52' |       | 75' Kristaps Grebis | A. Le Coq Arena, Tallinn Toeschouwers: 2.000 Scheidsrechter: Brage Sandmoen (NOR) |

### 2009
|                                                                  |         |       |         |                                                                        |
| 11 februari Vriendschappelijk № 283 «onderlinge duels» 14:00 uur | Armenië | 0 – 0 | Letland | Tsirion Athletic Center, Limassol Toeschouwers: 150 Scheidsrechter: ?? |
| 11 februari Vriendschappelijk № 283 «onderlinge duels» 14:00 uur |         |       |         | Tsirion Athletic Center, Limassol Toeschouwers: 150 Scheidsrechter: ?? |

|                                                             |           |                                                                                         |         |                                                                                     |
| 28 maart WK-kwalificatie № 284 «onderlinge duels» 16:00 uur | Luxemburg | 0 – 4                                                                                   | Letland | Stade Josy Barthel, Luxemburg Toeschouwers: 2.516 Scheidsrechter: Mark Whitby (WAL) |
| 28 maart WK-kwalificatie № 284 «onderlinge duels» 16:00 uur |           | 25' Girts Karlsons 48' Aleksandrs Cauņa 71' Aleksejs Višņakovs 86' Andrejs Pereplotkins |         | Stade Josy Barthel, Luxemburg Toeschouwers: 2.516 Scheidsrechter: Mark Whitby (WAL) |

|                                                            |                                            |       |           |                                                                              |
| 1 april WK-kwalificatie № 285 «onderlinge duels» 16:30 uur | Letland                                    | 2 – 0 | Luxemburg | Skonto Stadion, Riga Toeschouwers: 6.700 Scheidsrechter: Firat Aydinus (TUR) |
| 1 april WK-kwalificatie № 285 «onderlinge duels» 16:30 uur | Jurijs Zigajevs 44' Māris Verpakovskis 76' |       |           | Skonto Stadion, Riga Toeschouwers: 6.700 Scheidsrechter: Firat Aydinus (TUR) |

|                                                                  |                      |       |         |                                                                                          |
| 12 augustus Vriendschappelijk № 286 «onderlinge duels» 19:45 uur | Bulgarije            | 1 – 0 | Letland | Vasil Levski Stadion, Sofia Toeschouwers: 1.500 Scheidsrechter: Vasilis Pamboridis (CYP) |
| 12 augustus Vriendschappelijk № 286 «onderlinge duels» 19:45 uur | Dimitar Rangelov 54' |       |         | Vasil Levski Stadion, Sofia Toeschouwers: 1.500 Scheidsrechter: Vasilis Pamboridis (CYP) |

|                                                                |        |                    |         |                                                                                      |
| 5 september WK-kwalificatie № 287 «onderlinge duels» 20:00 uur | Israël | 0 – 1              | Letland | Ramat Gan Stadion, Ramat Gan Toeschouwers: 25.625 Scheidsrechter: Knut Kircher (GER) |
| 5 september WK-kwalificatie № 287 «onderlinge duels» 20:00 uur |        | 59' Kaspars Gorkšs |         | Ramat Gan Stadion, Ramat Gan Toeschouwers: 25.625 Scheidsrechter: Knut Kircher (GER) |

|                                                                |                                             |       |                                      |                                                                               |
| 9 september WK-kwalificatie № 288 «onderlinge duels» 20:30 uur | Letland                                     | 2 – 2 | Zwitserland                          | Skonto Stadion, Riga Toeschouwers: 9.000 Scheidsrechter: Pavel Královec (CZE) |
| 9 september WK-kwalificatie № 288 «onderlinge duels» 20:30 uur | Aleksandrs Cauņa 62' Vitālijs Astafjevs 75' |       | 43' Alexander Frei 80' Eren Derdiyok | Skonto Stadion, Riga Toeschouwers: 9.000 Scheidsrechter: Pavel Královec (CZE) |

|                                                               |                                                                                      |       |                                               | |
| 10 oktober WK-kwalificatie № 289 «onderlinge duels» 20:30 uur | Griekenland                                                                          | 5 – 2 | Letland                                       | Olympisch Stadion Spyridon Louis, Athene Toeschouwers: 18.981 Scheidsrechter: Tom Henning Øvrebø (NOR) |
| 10 oktober WK-kwalificatie № 289 «onderlinge duels» 20:30 uur | Fanis Gekas 4' Fanis Gekas 47' Fanis Gekas 57' Giorgos Samaras 73' Fanis Gekas 90+2' |       | 12' Māris Verpakovskis 40' Māris Verpakovskis | Olympisch Stadion Spyridon Louis, Athene Toeschouwers: 18.981 Scheidsrechter: Tom Henning Øvrebø (NOR) |

|                                                               |                                                           |       |                                                |                                                                             |
| 14 oktober WK-kwalificatie № 290 «onderlinge duels» 20:00 uur | Letland                                                   | 3 – 2 | Moldavië                                       | Skonto Stadion, Riga Toeschouwers: 3.800 Scheidsrechter: Jouni Hyytiä (FIN) |
| 14 oktober WK-kwalificatie № 290 «onderlinge duels» 20:00 uur | Andrejs Rubins 32' Andrejs Rubins 44' Kristaps Grebis 76' |       | 25' Gheorghe Ovseannicov 90' Veaceslav Sofroni | Skonto Stadion, Riga Toeschouwers: 3.800 Scheidsrechter: Jouni Hyytiä (FIN) |

|                                                                  |                                       |       |                                   | |
| 14 november Vriendschappelijk № 291 «onderlinge duels» 20:30 uur | Honduras                              | 2 – 1 | Letland                           | Estadio Tiburcio Carías Andino, Tegucigalpa Toeschouwers: 33.000 Scheidsrechter: Walter Quesada (CRC) |
| 14 november Vriendschappelijk № 291 «onderlinge duels» 20:30 uur | Carlos Costly 42' Georgie Welcome 87' |       | 45' (pen.) Vladimirs Koļesņičenko | Estadio Tiburcio Carías Andino, Tegucigalpa Toeschouwers: 33.000 Scheidsrechter: Walter Quesada (CRC) |

LFF · A-internationals · Bondscoaches · Statistieken · Lets vrouwenelftal · Olympisch elftal · Letland U21 · Letland U20 · Letland U19 · Letland U18 · Letland U17 · Letland U16
1922 – 1929 ·
1930 – 1940 ·
1950 – 1989 · 
1990 – 1999 ·
2000 – 2009 ·
2010 – 2019 ·
2020 – 2029
EK 1996 · 
EK 2000 · 
EK 2004 · 
EK 2008 · 
EK 2012
WK 1994 · 
WK 1998 · 
WK 2002 · 
WK 2006 · 
WK 2010 · 
WK 2014
OS 1924
1922 · 
1923 · 
1924 · 
1925 · 
1926 · 
1927 · 
1928 · 
1929 · 
1930 · 
1931 · 
1932 · 
1933 · 
1934 · 
1935 · 
1936 · 
1937 · 
1938 · 
1939 · 
1940 · 
1941 · 
1942 · 
1943 · 1944 · 
1945 · 
1946 · 
1947 · 
1948 · 
1949 · 
1950 – 1990 · 
1991 · 
1992 · 
1993 · 
1994 · 
1995 · 
1996 · 
1997 · 
1998 · 
1999 · 
2000 · 
2001 · 
2002 · 
2003 · 
2004 · 
2005 · 
2006 · 
2007 · 
2008 · 
2009 · 
2010 · 
2011 · 
2012 · 
2013 · 
2014 · 
2015 · 
2016 · 
2017 ·
2018 ·
2019 ·
2020 ·
2021 ·
2022
Albanië ·
Andorra ·
Angola ·
Armenië ·
Azerbeidzjan ·
Bahrein ·
België ·
Bolivia ·
Bosnië en Herzegovina ·
Brazilië ·
Bulgarije ·
China ·
Cyprus ·
Denemarken ·
Duitsland ·
Estland ·
Faeröer · 
Finland ·
Frankrijk ·
Georgië ·
Ghana ·
Gibraltar ·
Griekenland ·
Honduras ·
Hongarije ·
Ierland ·
IJsland ·
Israël ·
Japan ·
Kazachstan ·
Koeweit ·
Kosovo ·
Kroatië ·
Liechtenstein ·
Litouwen ·
Luxemburg ·
Malta ·
Moldavië ·
Montenegro ·
Nederland ·
Noord-Ierland ·
Noord-Korea ·
Noord-Macedonië ·
Noorwegen ·
Oekraïne ·
Oezbekistan · 
Oman ·
Oostenrijk ·
Polen ·
Portugal ·
Qatar ·
Roemenië · 
Rusland ·
San Marino ·
Saoedi-Arabië ·
Schotland ·
Slovenië ·
Slowakije ·
Spanje ·
Thailand ·
Tsjechië ·
Tunesië ·
Turkije ·
Verenigde Staten ·
Wales ·
Wit-Rusland ·
Zuid-Korea ·
Zweden ·
Zwitserland
AFC-zone: Afghanistan · Australië · Bahrein · Bangladesh · Bhutan · Brunei · Cambodja · China · Filipijnen · Guam · Hongkong · India · Indonesië · Iran · Irak · Japan · Jemen · Jordanië · Koeweit · Kirgizië · Laos · Libanon · Macau · Maleisië · Maldiven · Mongolië · Myanmar · Nepal · Noord-Korea · Oezbekistan · Oman · Oost-Timor · Pakistan · Palestina · Qatar · Saoedi-Arabië · Singapore · Sri Lanka · Syrië · Tadzjikistan · Taiwan · Thailand · Turkmenistan · Verenigde Arabische Emiraten · Vietnam · Zuid-Korea

CAF-zone: Algerije · Angola · Benin · Botswana · Burkina Faso · Burundi · Centraal-Afrikaanse Republiek · Comoren · Congo-Brazzaville · Congo-Kinshasa · Djibouti · Egypte · Equatoriaal-Guinea · Eritrea · Ethiopië · Gabon · Gambia · Ghana · Guinee · Guinee-Bissau · Ivoorkust · Kaapverdië · Kameroen · Kenia · Lesotho · Liberia · Libië · Madagaskar · Malawi · Mali  ·Mauritanië · Mauritius · Marokko · Mozambique · Namibië · Niger · Nigeria · Oeganda · Rwanda · Sao Tomé en Principe · Senegal · Seychellen · Sierra Leone · Soedan · Somalië · Swaziland · Tanzania · Togo · Tsjaad · Tunesië · Zambia · Zimbabwe · Zuid-Afrika

CONCACAF-zone: Amerikaanse Maagdeneilanden · Anguilla · Antigua en Barbuda · Aruba · Bahama's · Barbados · Belize · Bermuda · Britse Maagdeneilanden · Canada · Kaaimaneilanden · Costa Rica · Cuba · Dominica · Dominicaanse Republiek · El Salvador · Frans Guyana · Grenada · Guadeloupe · Guatemala · Guyana · Haïti · Honduras · Jamaica · Martinique · Mexico · Montserrat · 
Nicaragua · Panama · Puerto Rico · Saint Kitts en Nevis · Saint Lucia · Saint Vincent en de Grenadines · Sint Maarten · Suriname · Trinidad en Tobago · Turks- en Caicoseilanden · Verenigde Staten

CONMEBOL-zone: Argentinië · Bolivia · Brazilië · Chili · Colombia · Ecuador · Paraguay · Peru · Uruguay · Venezuela

OFC-zone: Amerikaans-Samoa · Cookeilanden · Fiji · Nieuw-Caledonië · Nieuw-Zeeland · Papoea-Nieuw-Guinea · Samoa · Salomoneilanden · Tahiti · Tonga · Vanuatu

UEFA-zone: Albanië · Andorra · Armenië · Azerbeidzjan · België · Bosnië en Herzegovina · Bulgarije · Cyprus · Denemarken · Duitsland · Engeland · Estland · Faeröer · Finland · Frankrijk · Georgië · Griekenland · Hongarije · IJsland · Ierland · Israël · Italië · Kazachstan · Kroatië · Letland · Liechtenstein · Litouwen · Luxemburg · Macedonië · Malta · Moldavië · Montenegro · Nederland · Noord-Ierland · Noorwegen · Oekraïne · Oostenrijk · Polen · Portugal · Roemenië · Rusland · San Marino · Schotland · Servië · Servië en Montenegro · Slovenië · Slowakije · Spanje · Tsjechië · Turkije · Wales · Wit-Rusland · Zweden · Zwitserland